# Émile Haug
Gustave Émile Haug (19 de junho de 1861 - 28 de agosto de 1927) foi um geólogo e paleontólogo francês conhecido por sua contribuição à teoria geossinclinal.

## Carreira
Émile Haug nasceu em 19 de junho de 1861. Em 1884 recebeu seu doutorado em ciências naturais pela Universidade de Estrasburgo com uma dissertação sobre o gênero de amonita Harpoceras, intitulada "Beiträge zu einer monographie der Ammonitengattung Harpoceras". Em 1897 tornou-se maître de conférences na Sorbonne em Paris, onde em 1904 foi nomeado professor titular de geologia. Em 1902 foi nomeado presidente da Société géologique de France, e de 1917 a 1927, foi membro da Académie des sciences.
A terceira parte do Essai d'une description géologique de la Tunisie de Philippe Thomas, que deveria ter descrito as formações do Terciário, foi completada e publicada por seu amigo, Professor Léon Pervinquière (1873–1913), titular da Cátedra de Geologia na Faculdade de Ciências de Paris. Émile Haug publicou o Essai d'une description géologique de la Tunisie após Pervinquiere também ter morrido, e o apresentou à Sociedade Geológica da França em sessão de 6 de abril de 1914. Haug morreu em Niederbronn em 28 de agosto de 1927, aos 66 anos.

## Publicações
A obra principal de Haug, "Traité de géologie", foi publicada em dois volumes (1907–11; Vol. I. "Les phénomènes géologiques", Vol. II. "Les périodes géologiques"), com o volume II sendo lançado em três partes. Ele também foi autor de:
- "Les géosynclinaux et les aires Continentales", (1900).
- "Les nappes de chariage de la Basse-Provence", (dois volumes; 1925, 1930).